# Убін
Убінка — річка в Краснодарському краю Росії.
Починається в північних відрогах гори Папай (819 м). У своїй верхній течії типова гірська річка. Протяжність становить близько 63 км. Протікає через такі населені пункти: ст. Убінську, Азовську, Сєверську. Річка впадає в Шапсугське водосховище. Колись ліва притока річки Афіпс.